# 滕安军
滕安军（1955年1月—），男，山东人，中华人民共和国外交官，曾任中华人民共和国驻长崎总领事、中华人民共和国驻光州总领事和中华人民共和国驻札幌总领事。

## 生平
1977年，进入中华人民共和国外交部工作，先后在外交部亚洲司、驻日本大使馆、驻大阪总领事馆任职。1996年，任驻大阪总领事馆副总领事。2001年，任外交部亚洲司参赞兼外交部处理日本遗弃在华化学武器问题办公室主任。2003年，任驻日本大使馆参赞。2007年3月，出任中华人民共和国驻长崎总领事。2010年，任外交部亚洲司参赞。2012年8月，出任中华人民共和国驻光州总领事。2014年1月，出任中华人民共和国驻札幌总领事。2015年4月，自驻札幌总领事离任。